# Santiago Castellón

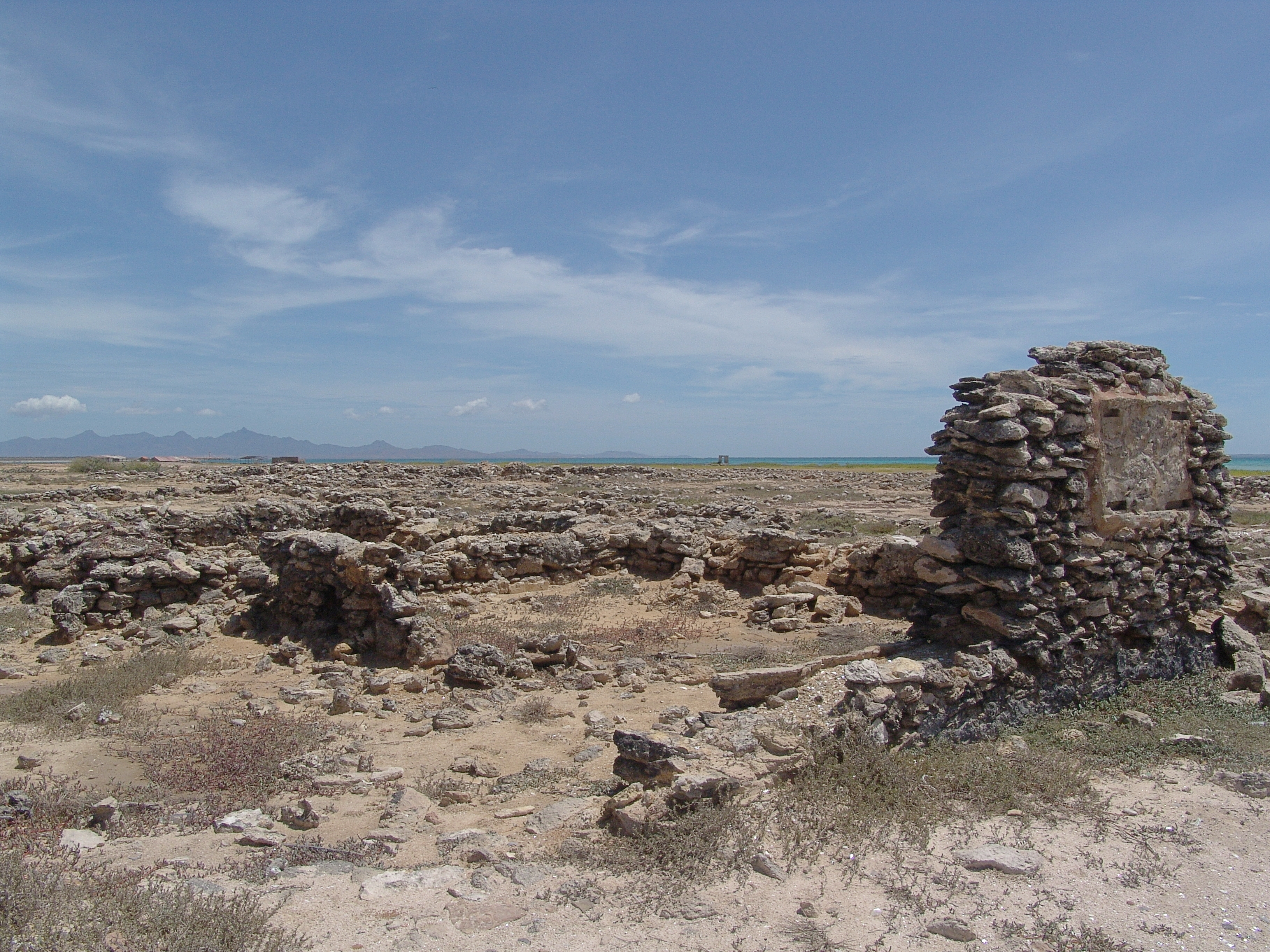
Ruinas de Nueva Cádiz, en la Isla de Cubagua, Venezuela, fundada por Santiago Castellón en 1500.

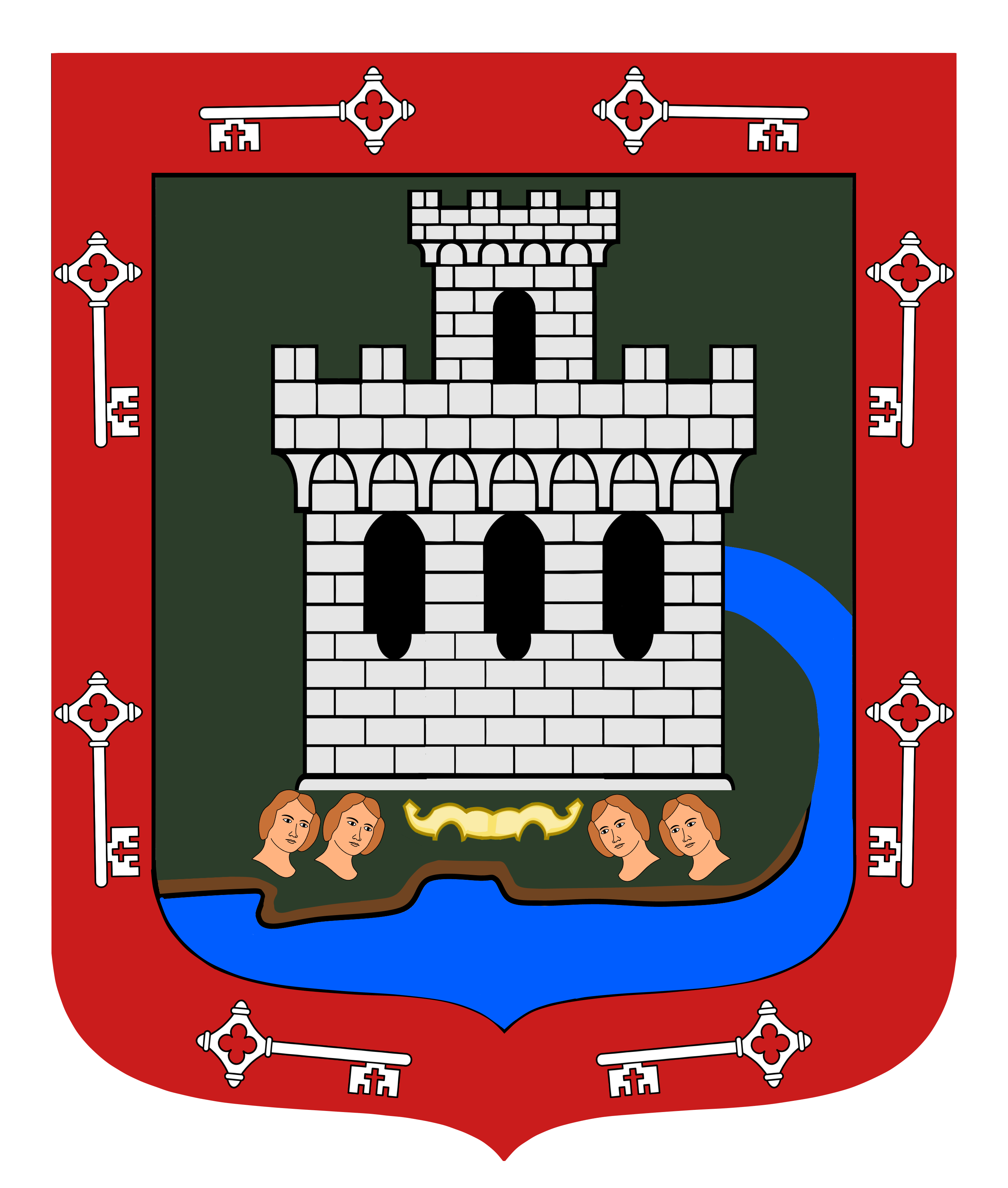
Escudo otorgado a Jacome de Castellon también utilizado para representar las ciudades de Nueva Cadiz y Cumaná en su fase fundacional.

Santiago Castellón (también Jácome de Castellón o Xácome de Castellón) es el nombre hispanizado del italiano Giacomo Castiglione, originario de Génova y fundador de la primera ciudad en Suramérica.

## Datos
Santiago Castellón nacido en 1492, hijo de Bernardo Castellón, establecido en Toledo desde fines del siglo XV.
En 1500 en la isla de Cubagua, Venezuela, se estableció un campamento temporal para la explotación de las perlas por Giacomo Castiglione, que estaba al servicio de España. Se considera el primer pueblo —sucesivamente llamado Nueva Cádiz — fundado por los españoles en Venezuela y Sudamérica.

El primer asentamiento de la región fue Nueva Cadiz, en la isla de Cubagua. Lo levantó hacia 1500 un italiano al servicio de España, Santiago Castellón (en realidad Giacomo Castiglione), para explotar las pesquerías de perlas...
José Javier Esparza

En 1521 Jácome de Castellón dirigió una segunda expedición semimilitar desde La Hispaniola y edificó la fortaleza de Araya, queda destruida por un terremoto en 1530, y fundó la ciudad de la gloriosa Santa Inés de Nueva Córdoba, la moderna Cumaná. En 1528 Castellón fue teniente de alcaide en Cumaná con Andrés de Villacorta y más tarde, en 1547, fundó la ciudad de Cádiz (Gades Gadira Nova) en la isla de Cubagua.